# Сессано-дель-Молізе
Сессано-дель-Молізе (італ. Sessano del Molise) — муніципалітет в Італії, у регіоні Молізе,  провінція Ізернія.
Сессано-дель-Молізе розташоване на відстані близько 160 км на схід від Рима, 29 км на захід від Кампобассо, 10 км на північний схід від Ізернії.
Населення — 724 особи (2014).
Щорічний фестиваль відбувається 7 серпня. Покровитель — San Donato martire.

## Демографія
Населення за роками:

Станом на 1 січня 2023 року в муніципалітеті офіційно проживало 11 іноземців з 5 країн, серед них 7 громадян країн Євросоюзу та 1 громадянин України.

## Сусідні муніципалітети
- Карпіноне
- К'яучі
- Чивітанова-дель-Санніо
- Фрозолоне
- Міранда
- Песке
- Песколанчіано